# Cumulus Hills
Cumulus Hills är en kulle i Antarktis. Den ligger i Västantarktis. Nya Zeeland gör anspråk på området. Toppen på Cumulus Hills är 2 178 meter över havet.
Terrängen runt Cumulus Hills är huvudsakligen kuperad, men söderut är den bergig. Trakten är obefolkad. Det finns inga samhällen i närheten.